# Iraniobia mirzayani
Iraniobia mirzayani är en insektsart som beskrevs av Marius Descamps 1967. Iraniobia mirzayani ingår i släktet Iraniobia och familjen Dericorythidae. Inga underarter finns listade i Catalogue of Life.